# Fagraea racemosa
Fagraea racemosa là một loài thực vật có hoa trong họ Long đởm. Loài này được Jack mô tả khoa học đầu tiên năm 1824.